# Peter Paul Lefevère

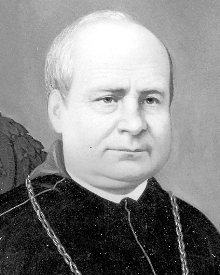
Bischof Peter Paul Lefevère

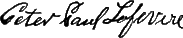
Lefevères Signatur

Peter Paul Lefevère (Lefebre) (* 29. April 1804 in Roeselare, Belgien; † 4. März 1869 in Detroit) war ein belgischer Bischof in den Vereinigten Staaten.
Lefevère war der Sohn von Charles und Albertine Lefevère. Ausgebildet wurde er anfangs am kleinen Seminar in Roeselare, das 1825 von Wilhelm I. geschlossen wurde. Anschließend ging er an das Priesterseminar der Lazaristen in Paris. 1828 ging er in die USA und schloss sein Studium am The Barrens in Perryville, Missouri, ab.
Joseph Rosati weihte Lefevère am 30. November 1831 zum Priester. Er war als Missionar in New Madrid und Salt River Township tätig. Gregor XVI. ernannte ihn am 23. Juni 1841 zum Koadjutorbischof von Detroit und Titularbischof von Zela. Danach kehrte er in die USA zurück und wurde am 21. November 1841 in der Pro Kathedrale Saint John in Philadelphia von Francis Patrick Kenrick, Koadjutorbischof von Philadelphia, zum Bischof geweiht. Mitkonsekratoren waren John England, Bischof von Charleston, und John Joseph Hughes, Koadjutorbischof von New York.
Da der Bischof von Detroit, Friedrich Reese, aufgrund von Depression die Leitung der Diözese nicht wahrnehmen konnte, leitete sie Lefevère. Als er in Detroit ankam, umfasste die Diözese das gesamte Michigan-Territorium. Das sind heute die Bundesstaaten Iowa, Minnesota, Wisconsin und Michigan. 1843 gab er einen Teil der Diözese an das Bistum Milwaukee ab und 1853 an das Apostolische Vikariat Upper Michigan. Trotzdem stieg die Zahl der Priester von 18 auf 88. Er gründete das St. Thomas Seminar. Gemeinsam mit Martin Spalding aus Louisville gründete er das American College in Löwen. Er baute die Kathedrale Saints Peter and Paul in Detroit, wo er auch bestattet wurde. Da Reese ihn überlebte, wurde er selbst nicht Bischof von Detroit.